# 松平賴重
松平賴重（日语：〔〕／ Matsudaira Yorishige，1622年8月7日—1695年5月24日），日本江戶時代初期大名，常陸下館藩第三代藩主及讚岐高松藩第一代藩主。

## 生涯
松平賴重是水戶德川家第一代德川賴房的長子。
一般認為其弟德川光圀對於長兄賴重無法成為藩主一事十分內疚，所以才將賴重的孩子德川綱條接入藩中，並立為嗣子。賴重因為十分感謝光圀，也立了光圀的兒子賴常為養子。
延寶元年（1673年），賴重隱居並讓位給賴常，元祿八年（1695年）去世。